# Ворончак Марія Михайлівна
Марія Михайлівна Ворончак (нар. 14 січня 1973, с. Глещава, Тернопільська область) — українська художниця. Член Національної спілки художників України (2017).

## Життєпис
Марія Ворончак народилася 14 січня 1973 року в селі Глещавій, нині Іванівської громади Тернопільського району Тернопільської области України.
Закінчила художній факультет Прикарпатського університету імені Василя Стефаника (1995, з відзнакою; викладачі: Петро Прокопів, Михайло Фіґоль, Володимир Лукань, Богдан Бойчук), Інститут славістики Віденського університету (2011), факультет педагогіки і психології Тернопільського національного педагогічного університету імені Володимира Гнатюка (2021, магістр психології). Працювала керівником художньої студії, викладачем рисунку та живопису Теребовлянського вищого училища культури (1998—2001). Співзасновниця фонду «Відродження».
Проживала у Відні, нині — у Теребовлі.

## Творчість
Малює в техніці олійного та акрилового живопису.
Учасниця всеукраїнських та міжнародних виставок. Персональні виставки у Відні (2003, 2004), Теребовлі (2015), Івано-Франківську, Львові (2017, 2024), Тернополі (2018, 2023), Збаражі (2022).
Твори зберігаються в приватних колекціях України, Канади, США, Нової Зеландії, Австрії.